# 田中順一 (実業家)
田中 順一（たなか じゅんいち、1982年 - ）は、CHOKi CHOKiの元モデル。アダストリアの自社ECである.st（ドットエスティ）の仕掛人。

## 人物
埼玉県深谷市出身。埼玉県立熊谷高等学校を経て法政大学卒業。大学在学中にCHOKi CHOKiのモデルとなり、本田技研工業のCM『耕うん機初恋編』等に出演。2008年株式会社オプトに入社。その後、アダストリアの前身である株式会社ポイントに入社する。
転職したのは、プロモーションだけでなくビジネス全体に影響を与える仕事をしたい、そのために事業者側に行きたいと考えていたところ声が掛かったのがきっかけとなった。ウェブ事業を中心に従事し、自社EC『ドットエスティ』の成長を牽引。
2021年から同社の執行役員マーケティング本部長。